# Cixius rufofasciata
Cixius rufofasciata är en insektsart som beskrevs av Logvinenko 1974. Cixius rufofasciata ingår i släktet Cixius och familjen kilstritar. Inga underarter finns listade i Catalogue of Life.